# Gertrud Rask

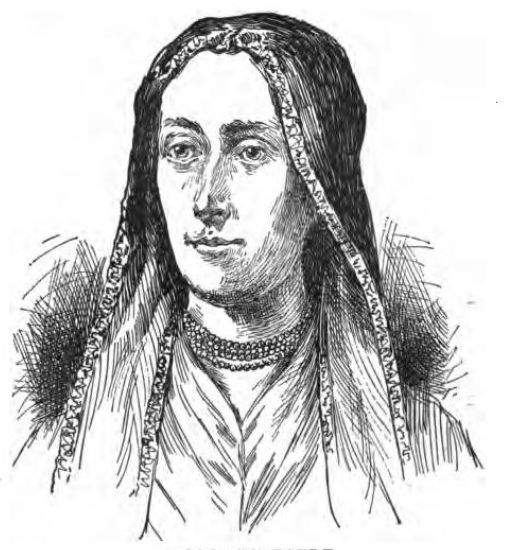
Nicht historische Darstellung von Gertrud Rask (Annie Ryder Gracey, 1898)

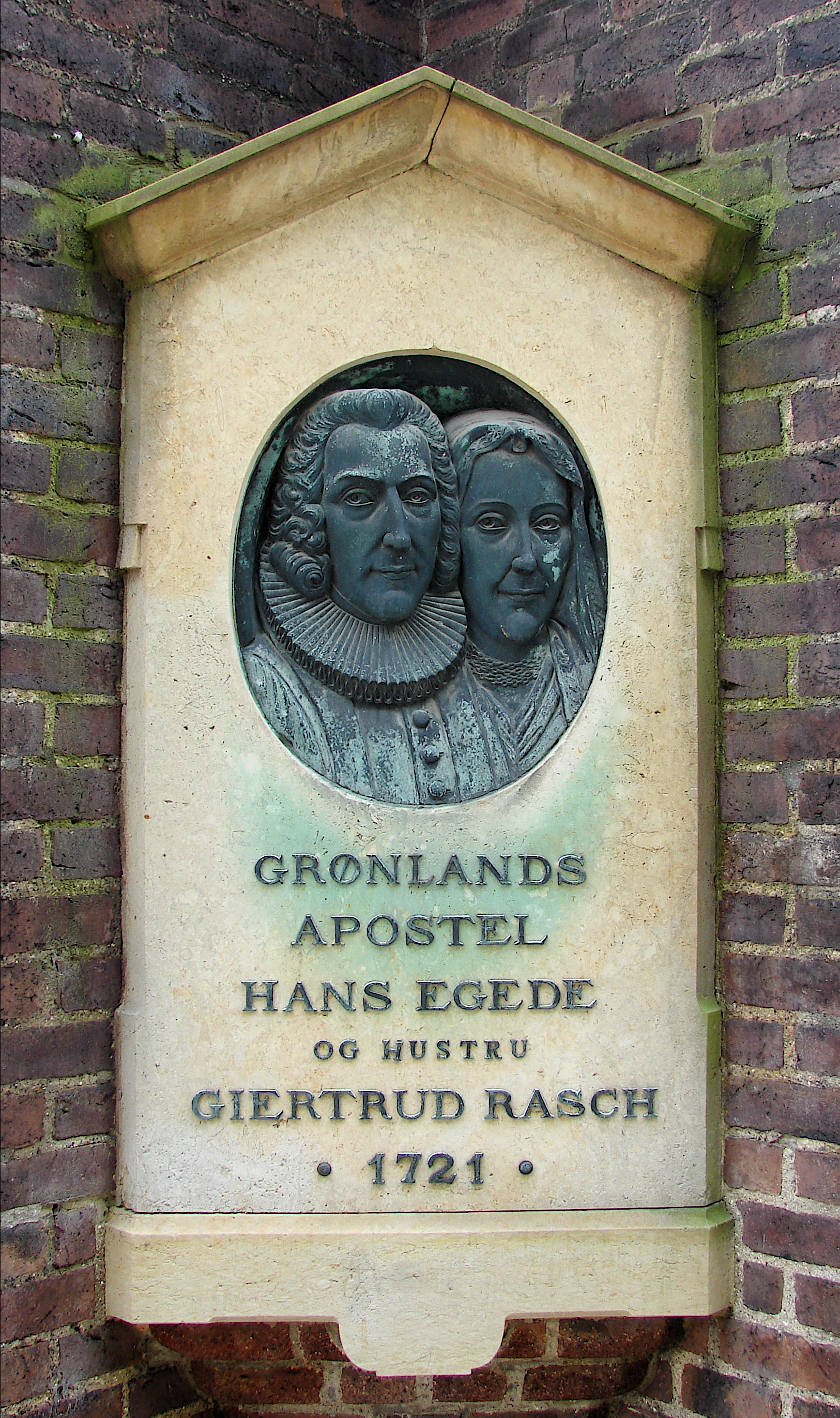
Relief für Hans Egede und Gertrud Rask an der Sankt Nikolaj Kirke in Kopenhagen

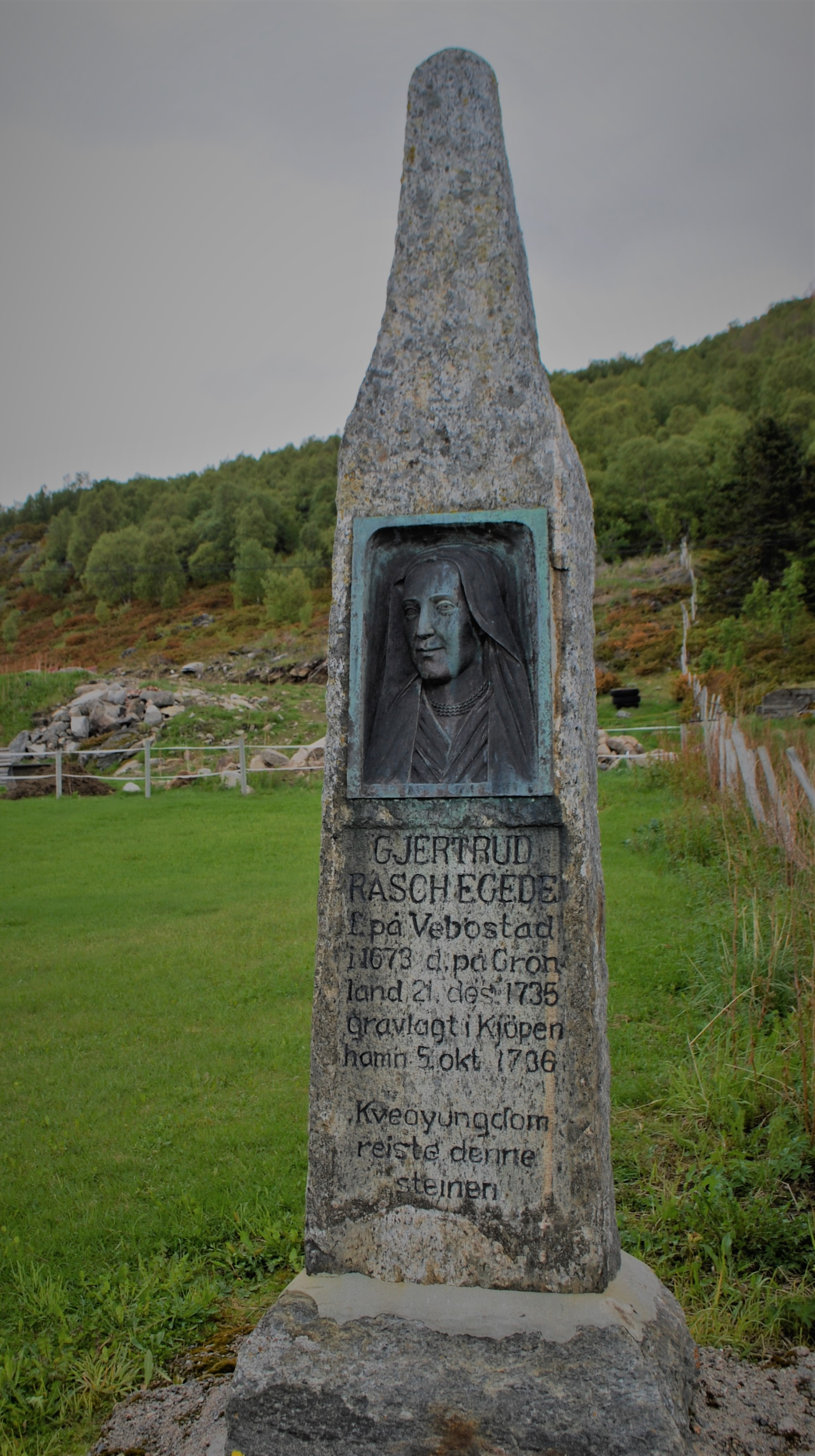
Gedenkstein mit Relief für Gertrud Rask in Kvæfjord

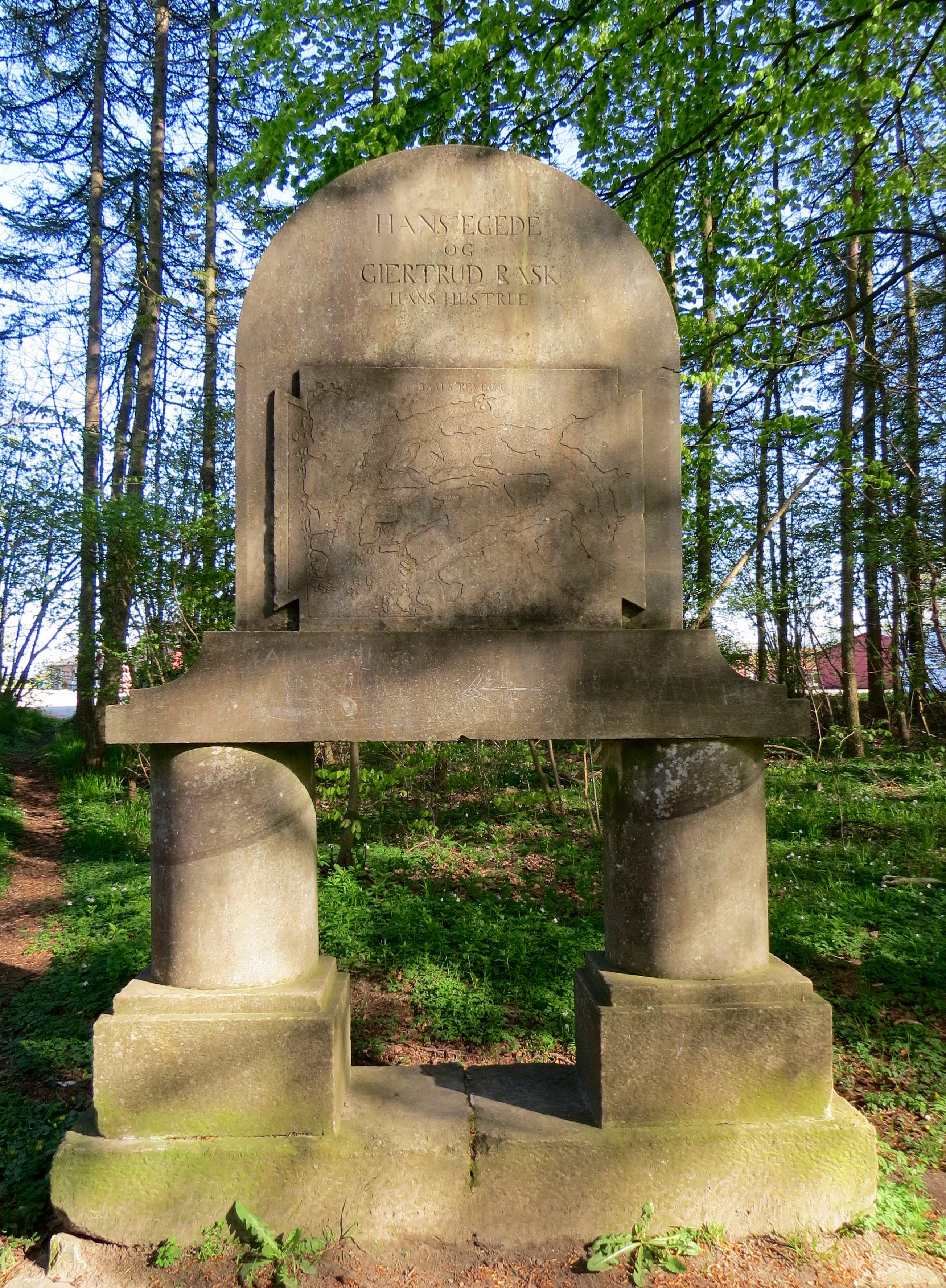
Gedenkstein von Johannes Wiedewelt in Jægerspris

Gertrud Nielsdatter Rask (auch in historischer Schreibweise Gjertrud Rasch und Giertrud Rasch; * 1673 in Vebbestad, Norwegen; † 21. Dezember 1735 in Nuuk, Grönland) war eine norwegische Missionarsgattin. Sie war die erste Ehefrau des dänisch-norwegischen Grönlandmissionars Hans Egede.

## Leben

### Frühes Leben in Norwegen
Gertrud Rask war die Tochter des Hofbesitzers Niels Nielsen Rasch (um 1641–1704) und seiner Frau Nille Nielsdatter († um 1716). Über die ersten rund 30 Jahre ihres Lebens im kleinen Ort Vebbestad (Kvæfjord) auf der Lofoten-Insel Kveøya ist nichts bekannt und nicht einmal ihr Geburtsjahr ist sicher.
Im Sommer 1707 heiratete sie in Kvæfjord den 13 Jahre jüngeren Hans Egede (1686–1758), der gerade zum Kaplan im 90 km südwestlich gelegenen Vågan ernannt worden war. Die beiden kannten sich bereits seit Hans Egedes Kindheit. Das Ehepaar bekam sechs Kinder, von denen zwei Töchter als Säuglinge starben. Die überlebenden vier Kinder waren Poul Hansen Egede (1709–1789), Niels Rasch Egede (1710–1782), Kirstine Matthea Egede verh. Alsbach (1715–1786) und Petronelle Egede verh. Saabye (1716–1805). Gertruds Bruder Niels Rask war Walfänger und war deswegen bereits nach Grönland gesegelt, wodurch Hans Egede um 1709 begann, Interesse für das arktische Land zu entwickeln. Als Hans Egede begann die Menschen in Grönland missionieren zu wollen, stand sie der Idee anfangs ablehnend gegenüber, wurde etwa 1710 jedoch von ihrem Mann überzeugt und unterstützte ihn in seinen Plänen. 1718 zog das Paar mit den Kindern nach Bergen, damals Handelszentrum für den skandinavischen Walfang, damit Hans Egede seine Pläne konkretisieren konnte.

### Späteres Leben in Grönland
Schließlich gelang es ihm, die Unterstützung des Königs zu erhalten und am 12. Mai 1721 segelte die sechsköpfige Familie zusammen mit 25 weiteren Kolonisten gen Grönland ab, an dessen Westküste sie am 3. Juli 1721 ankamen. Die ersten sieben Jahre lebten sie in der Kolonie Håbets Ø. Gertrud Rask sorgte als Hausfrau für die Erziehung der vier Kinder, nahm aber auch von Zeit zu Zeit grönländische Kinder in den Haushalt auf, damit ihr Mann eine bessere Verbindung zu der grönländischen Bevölkerung erhalten konnte. Daneben pflegte sie kranke Grönländer. Das Leben in den ersten Jahren der Kolonialisierung war hart und 1728 wurde die Kolonie nach Nuuk versetzt, wo sie den Namen Godthaab erhielt.
Als der neue König Christian VI. 1730/31 befahl die Kolonialisierung Grönlands aufzugeben, weigerte sich Hans Egede und blieb mit seiner Familie in der Kolonie wohnen, während die meisten anderen Kolonisten nach Europa zurückkehrten. Die Kolonialisierung wurde 1733 wieder aufgenommen und der Schiffsverkehr zwischen Grönland und Dänemark-Norwegen nahm wieder zu. Dadurch wurde im selben Jahr eine Pockenepidemie eingeschleppt, der ein Großteil der grönländischen Bevölkerung zum Opfer fiel. Gertrud Rask pflegte die vielen Kranken, konnte ihren Tod aber nicht verhindern. Sie war bereits rund 60 Jahre alt und schließlich begann auch ihre eigene Gesundheit sich zu verschlechtern. Bereits im April 1734 war sie krank und im September 1735 lag sie nur noch von Schmerzen gequält im Bett, bevor sie drei Monate später starb.
Tief betrübt reiste ihr Mann 1736 mit ihren sterblichen Überresten nach Dänemark. Gertrud Rask wurde, wie auch 1758 Hans Egede, auf dem Anfang des 19. Jahrhunderts zerstörten Friedhof der Sankt Nikolaj Kirke in Kopenhagen beigesetzt.

## Ehrungen und Gedenken
Lauge Koch benannte während der Jubiläumsexpedition von 1920 bis 1923 das Gertrud Rask Land im Westen von Peary Land nach Gertrud Rask. In Nuuk ist der Gertrud Rasksvej nach ihr benannt, wozu Straßennamen in Aarhus, Aalborg und Frederikshavn kommen. Die Gertrud Raskip Oqaluffia in Qaqortoq und das Kinderheim Gertrud Rask Minde in Sisimiut tragen ebenfalls ihren Namen. Die 1923 gebaute und 1942 versenkte Gertrud Rask wurde auch nach ihr benannt.
Es gibt ein 1718 vermutlich in Bergen gemaltes Porträt von Gertrud Egede, das in der Kirche in Nuuk und als Kopie in der Sankt Knud Kirke in Odense hängt. In Nuuk, Maniitsoq, ihrem Heimatort Kvæfjord und in der Sankt Nikolaj Kirke in Kopenhagen gibt es Reliefs von ihr. Dazu kommt ein 1779 von Johannes Wiedewelt geschaffener Gedenkstein für sie und ihren Mann in Jægerspris.